# Maropea (rivière)
La rivière Maropea  (en anglais : Maropea River) est un cours d’eau de la région de Manawatu-Wanganui dans l’Île du Nord de la Nouvelle-Zélande.

## Géographie
Elle s’ écoule vers le nord-ouest à partir de la chaîne des Ruahine pour rejoindre la rivière  Whakaurekou  à 25 km à l’est de la ville de Taihape .